# Les Orientales
Les Orientales (Die Orientalen) ist eine Sammlung von Gedichten des französischen Schriftstellers Victor Hugo, die im Januar 1829 veröffentlicht wurde. In dieser Sammlung würdigt Hugo die nationale Befreiungsbewegung des griechischen Volkes.
Die 41 Gedichte der Sammlung, von denen 36 im Jahr 1828 geschrieben wurden, zeigen Szenen in den Farben des östlichen Mittelmeers und Metaphern für die freiheitsliebenden Griechen und die imperialistischen osmanischen Türken.
Aufgrund ihrer Darstellung werden die Gedichte oft als typisches Beispiel für den „romantischen Orientalismus“ in der französischen Literatur angesehen.
Eines der bekanntesten Gedichte daraus ist Les Djinns (Die Dschinnen), ein als ein großes Crescendo und Decrescendo konzipiertes Gedicht mit zunehmender und abnehmender Silbenzahl seiner einzelnen Strophen, das von verschiedenen namhaften französischen Komponisten vertont wurde.

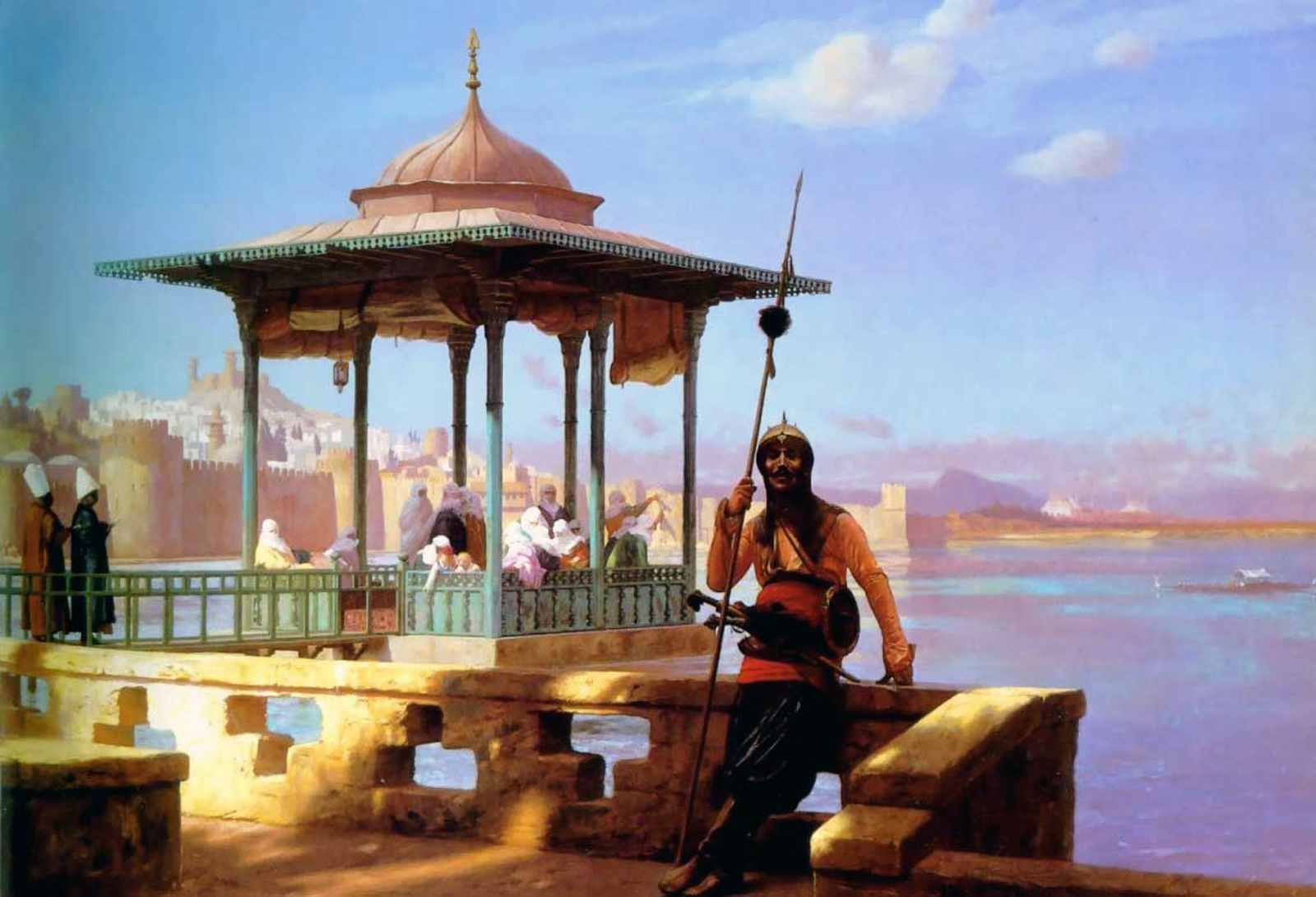
Si je n’étais captive,
J’aimerais ce pays, […]
Si le long du mur sombre
N’étincelait dans l’ombre
Le sabre des spahis.
Wäre ich nicht gefangen,
würde ich dieses Land lieben, […].
Funkelte entlang der dunklen Mauer
nicht im Schatten
der Säbel der Sipahis.
Harem au kiosque, orientalistisches Gemälde von Jean-Léon Gérôme, einem Zeitgenossen Hugos

Si je n’étais captive,

J’aimerais ce pays, […]

Si le long du mur sombre

N’étincelait dans l’ombre

Le sabre des spahis.

Wäre ich nicht gefangen,

würde ich dieses Land lieben, […].

Funkelte entlang der dunklen Mauer

nicht im Schatten

der Säbel der Sipahis.

## Inhalt
1. Le Feu du Ciel / Feuer vom Himmel
2. Canaris / Kanaris

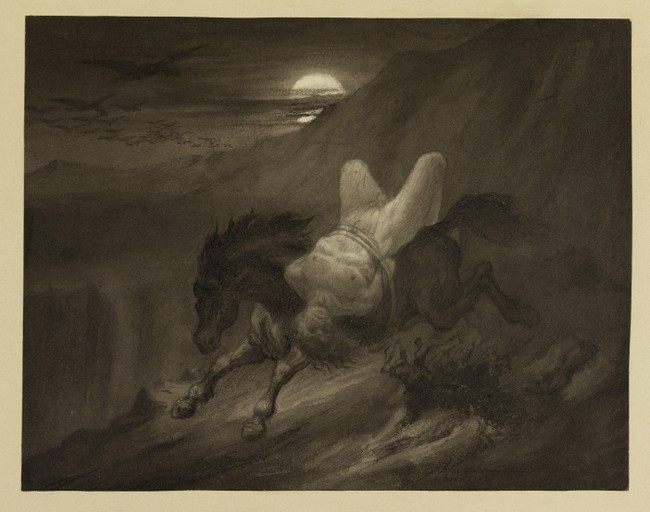
Mazeppa, Illustration von Victor Masson (1868)

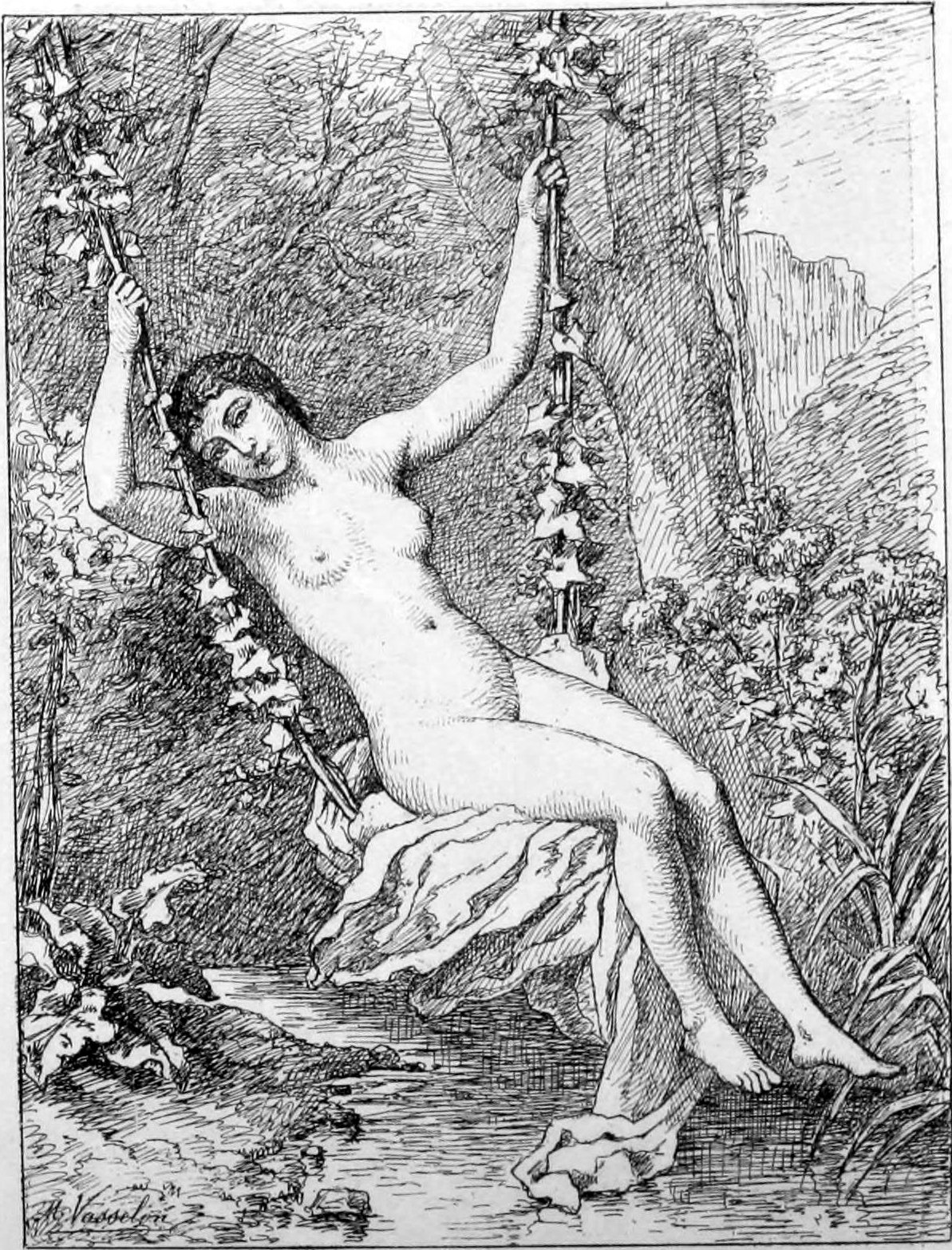
Sara la baigneuse, Illustration von Marius Vasselon (1890).

3. Les têtes du sérail / Die Köpfe des Serail
4. Enthousiasme / Begeisterung
5. Navarin / Navarin
6. Cri de guerre du mufti / Kriegsruf des Mufti
7. La douleur du pacha / Des Pascha’s Schmerz
8. Chanson de pirates / Piratenlied
9. La captive / Die Gefangene
10. Clair de lune / Mondschein
11. Le voile / Der Schleier
12. La sultane favorite / Die Favoritsultane
13. Le derviche / Der Derwisch
14. Le château-fort / Das feste Schloß
15. Marche turque / Türkischer Marsch
16. La bataille perdue / Die verlorne Schlacht
17. Le ravin / Die Schlucht
18. L'Enfant / Das Kind
19. Sara la baigneuse / Sarah, die Badende
20. Attente / Erwartung
21. Lazzara / Lazzara
22. Vœu / Wunsch
23. La ville prise / Die eroberte Stadt
24. Adieux de l'hôtesse arabe / Lebewohl der arabischen Wirthin
25. Malédiction / Fluch
26. Les tronçons du serpent / Die zerhackte Schlange
27. Nourmahal-la-Rousse / Nurmahal, die Rothe
28. Les Djinns / Die Djinn’s
29. Sultan Achmet / Sultan Achmet
30. Romance mauresque / Maurische Romanze
31. Grenade / Granada
32. Les bleuets / Die Kornblumen
33. Fantômes / Phantome
34. Mazeppa / Mazeppa (An Louis Boulanger)
35. Le Danube en colère / Der zürnende Danubius
36. Rêverie / Traum
37. Extase / Ekstase
38. Le Poëte au calife / Der Dichter an den Kalifen
39. Bounaberdi / Bunaberdi
40. Lui / Er
41. Novembre / November